# سنتز ایندول بیشلر-موهالو
سنتز ایندول بیشلر-موهالو (انگلیسی: Bischler–Möhlau indole synthesis) یک واکنش شیمیایی است که طی آن واکنش میان آلفا-برمواستوفنون و مقدار اضافی از آنیلین، منجر به تولید ۲-آریل‌ایندول می‌شود. نام این واکنش برگرفته از دو فرد به نام‌های آگوست بیشلر و ریچارد موهالو می‌باشد. 

## مکانیسم واکنش[۶]
در طی دو مرحلهٔ اول آلفا-برمواستوفنون با مولکول‌های آنیلین واکنش می‌دهد و منجر به تولید حدواسط ۴ می‌شود. آنیلین باردار، عملاً یک گروه ترک کنندهٔ مناسب محسوب می‌شود به طوری که با خروج آن طی یک واکنش حلقه‌زایی درون مولکولی حدواسط ۵ حاصل می‌شود. حدواسط اخیر نیز به سرعت با توتومری به تصویر کشیده شده به موکول نهایی آروماتیک ایندول تبدیل می‌شود.

## همچنین نگاه کنید
- فیشر سنتز ایندول
- واکنش بیشلر-نپیرالسکی